# Ulrich Steinhilper
Ulrich Steinhilper (* 14. September 1918 in Stuttgart; † 20. Oktober 2009) war ein deutscher Autor und der Erfinder der elektronischen Textverarbeitung.

## Biografie
Der in Stuttgart geborene Sohn eines Lehrerehepaars wuchs in einem kleinen Dorf auf der Schwäbischen Alb auf. Als 17-Jähriger bewarb er sich 1936 als Pilot bei der Luftwaffe und wurde angenommen. Im Zweiten Weltkrieg wurde er 1940 abgeschossen, gefangen genommen und als Kriegsgefangener nach Kanada gebracht. 1946 kehrte er nach Deutschland zurück und arbeitete zunächst als Fahrer bei der US Army. 1953 kam er zu IBM-Deutschland und wurde dort Verkäufer für elektrische Schreibmaschinen.
1955 hatte er die Idee zur elektronischen Textverarbeitung als Pendant zur damals schon gebräuchlichen Datenverarbeitung. Er erstellte den Informations-Rhombus, in dem ganz oben das Denken steht, sich in Text und Daten teilt und am Ende in der Text- und Datenverarbeitung vereinigt. Ende 1955 reichte er bei IBM-Deutschland einen Verbesserungsvorschlag (Nummer 9103) mit seinem Konzept ein, wofür er 1956 einen Erfinderlohn von 25 DM bekam.
Erst 1964 brachte IBM seinen „Magnetic Type Selectric Typewriter“ (MT/ST), in Deutschland als „Magnetband-Schreibmaschine“ (MB 72), auf den Markt.
1972 verlieh IBM Steinhilper den „World Achievement Award“, verbunden mit einer Flugreise rund um die Welt, für seine Schöpfung des Begriffes „Word Processing“ (Textverarbeitung).
Am  20. Oktober 2009 starb Ulrich Steinhilper im Alter von 91 Jahren.